# De vuelta al barrio
De vuelta al barrio é uma série de televisão peruana produzida e exibida pela América Televisión desde 8 de maio de 2017.

## Enredo
A história de Pichón (Paul Martin), um pai de família que acaba de ficar viúvo, vendo como levar seus filhos à frente, e Malena (Mónica Sánchez), depois que seu pai Don Maximiliano (Gustavo Mac Lennan) faleceu, retorna ao bairro de sua infância com seus quatro filhos. Durante a juventude eles viveram um romance e chegaram ao altar, mas ela decidiu deixá-lo por causa de enganos de seu pai que não concordou com o casamento de sua filha pouco antes de se casar e depois de vinte e cinco anos, eles se encontram novamente.

## Elenco
- Paul Martin como Pedro Bravo Torrejón / "Pichón"
- Mónica Sánchez como Malena Elvira Ugarte Torres De Bravo / Vda. De Ganoza
- Yvonne Frayssinet como Consuelo Torrejón López De Bravo
- Adolfo Chuiman como Benigno Bravo Ayala
- Ana María Jordan como Rosa Purificación Reyes Pinto / "Mamá Rosa"
- Luciana Blomberg como Sofía Bravo Gutiérrez
- Fernando Luque como Alejandro Ganoza Ugarte / "Alex"
- Claudia Berninzon como Cristina Bravo Torrejón
- Sergio Gjurinovic como Dante Ganoza Ugarte
- Sirena Ortiz como Sara Bravo Gutiérrez / "Sarita"
- Raysa Ortiz como Estela Bravo Gutiérrez
- Santiago Suárez como Alberto Ganoza Ugarte / "Beto"
- Emilio Noguerol como Julio Ganoza Ugarte (temporada 1)
- Mario Cortijo como Julio Ganoza Ugarte (temporada 2)
- Diego Bertie como Luis Felipe Sandoval Martínez
- Cécica Bernasconi como Mercedes Mujica Mondragón De Sandoval / Vda. De Hettelton / "Meche"
- Teddy Guzmán como Amanda Mendoza Ramos Vda. De Gutiérrez
- Lucho Cáceres como Jorge Gutiérrez Mendoza / "Coco"
- Sebastián Rubio como Francisco Gutiérrez Mendoza / Bravo Mendoza / "Pancho"
- Milett Figueroa como Ninfa Del Río Espantoso
- Erick Elera como Oliverio Gregorio Mayta Yupanqui
- Nidia Bermejo como Felícitas Condori Quispe
- Melania Urbina como Ana Salas García De Guerra / "Anita"
- Samuel Sunderland como Pedro Bravo Gutiérrez / "Pedrito" / "Pichoncito"
- Merly Morello como Liliana Guerra Salas / "Lily"
- László Kovács como Marcelo Guerra De La Borda
- Mónica Torres como Josefina Monserrat Bravo Melendez / Ugaz Tapia / "Pepa"
- Carolina Cano como Flor Margarita Contreras Mondragón
- Gabriel Rondón como Simón Abad Contreras Mondragón
- Maricielo Effio como Fanny Chuquisengo